# Fritz Muliar
Fritz Muliar, geboren als Friedrich Ludwig Stand (Wenen, 12 december 1919 – Alsergrund, 4 mei 2009), was een Oostenrijks acteur, cabaretier en regisseur.

## Biografie
Fritz Muliar voltooide de school op 16-jarige leeftijd en volgde een toneelstudie aan het nieuwe conservatorium van Wenen. Zijn eerste cabaretoptredens vonden plaats in 1937 in Stella Kadmons cabaret Der liebe Augustin, later ook in Simpl, waar hij echter na de annexatie van Oostenrijk bij het Duitse Rijk in 1938 alleen nog onschuldige operaparodieën en boerenkluchten mocht spelen. Hij werkte ook als verkoper van babycosmetica om geld te verdienen voor de kost (inclusief zijn moeder), nadat de stiefvader in maart 1938 voor de nazi's naar de Verenigde Staten vluchtte. In april 1940 werd Muliar opgeroepen voor de wehrmacht. In 1942 zat hij zeven maanden in eenzame opsluiting vanwege de verstoring van de militaire macht en vanwege activiteiten om een vrij Oostenrijk te herstellen. Hij werd zelfs ter dood veroordeeld. De straf werd omgezet in een gevangenisstraf van vijf jaar, die werd opgeschort in een strafeenheid aan het oostfront voor de zogenaamde frontreclassering. Hij maakte het einde van de oorlog mee als Britse krijgsgevangene. In 1946 begon hij als spreker bij Radio Klagenfurt voor de omroepgroep Alpenland, waar hij zijn toekomstige vrouw Gretl Doering ontmoette. Doering bracht haar vierjarige zoon Heinz in het huwelijk, waaruit zoon Hans kort daarna werd geboren. Muliar werkte als acteur en regisseur in Graz voor Der Igel – das kleine Zeittheater. Hij stapte over naar het Steirische Landestheater, waar hij zelfs een aanbod als theaterregisseur had kunnen aanvaarden.
In plaats daarvan keerde hij in 1949 terug naar het Raimund Theater in Wenen, waar hij optrad als operettebuffo met grootheden als Johannes Heesters en Marika Rökk, maar soms ook als ceremoniemeester in de nachtclub Moulin Rouge. Van 1952 tot 1965 speelde hij in Simpl aan de zijde van Karl Farkas en Ernst Waldbrunn, maar na verloop van tijd ook in alle belangrijke theaters in Wenen, in het Theater in der Josefstadt, in het Volkstheater, vanaf midden jaren 1970 ook in het Weense Burgtheater, vanaf 1994 weer in de Josefstadt. In de zomervakanties trad hij regelmatig op op het Salzburger Festival. Muliar stond in 1940 voor het eerst voor de camera in de film Herz ohne Heimat met zijn toenmalige partner Friedl Hoffmann en Curd Jürgens, die toen nog vrij onbekend was. Na de oorlog speelde hij in meer dan 100 televisiefilms en series. Bovendien wijdde hij zich tijdens vele lezingavonden aan recitatie. Met talrijke platen-, radio- en toneelprogramma's over joodse grappen, vestigde hij zich ook als een zeer populaire vertolker van joodse grappen in de Duitstalige wereld.
Muliar werd als een volksacteur beschouwd. Hij was vooral goed in het afbeelden van mensen die Jiddisch spreken of kritiek leveren. Op zondag 3 mei 2009 stond de 89-jarige voor de laatste keer op het Josefstadt-podium als Baron von Ciccio in Peter Turrini's toneelstuk Die Wirtin van Carlo Goldoni. 

## Privéleven en overlijden
Muliar werd als onechtelijk kind geboren en groeide op in Wenen-Neubau. Zijn biologische vader Maximilian Wechselbaum was een Tiroolse k.u.k. officier, die geen contact had met zijn zoon en zich later bij de nationaalsocialisten voegde. Muliars moeder Leopoldine Stand, die als secretaresse werkte bij de Oesterreichische Kontrollbank, stond dicht bij de sociaaldemocraten. In 1924 ontmoette ze de Russisch-joodse juwelier Mischa Muliar en trouwde met hem. Muliars grootouders waren streng katholiek en Duitse nationalisten. Nadat zijn eerste huwelijk met Gretl Doering (1923–1997) kort daarvoor was mislukt, trouwde Muliar in 1955 met Franziska Kalmar (1930), de eerste televisieomroepster van Oostenrijk. Met haar had hij de zonen Alexander (1957) en Martin (1959). Zijn zoon Hans (1946) uit zijn eerste huwelijk met Gretl Doering overleed in 1990. Muliars kleinzoon Markus publiceerde in 2015 het boek Damit wir uns verstehen! Muliar was lid van het theater in Josefstadt (Wenen) en vierde in 2006 zijn 70-jarig jubileum. Hij woonde met zijn vrouw in Groß-Enzersdorf nabij de Lobau bij Wenen. Muliar was een actieve sociaaldemocraat en steunde regelmatig de verkiezingscampagnes van de SPÖ. Hij was een uitgesproken vrijmetselaar en behoorde tot een Weense vrijmetselaarsloge. Fritz Muliar was ook lid van de niet-partijgebonden en niet-religieuze Oostenrijkse Scoutvereniging. 
Fritz Muliar overleed op 4 mei 2009 op 89-jarige leeftijd, nadat hij in zijn appartement was ingestort en naar het algemeen ziekenhuis van Wenen was gebracht. Op 12 mei 2009 werd Fritz Muliar begraven in een eregraf op de Weense Centrale Begraafplaats (Groep 33G, nr. 42).

## Onderscheidingen
- Onderscheiding ter ere van verdiensten voor de bevrijding van Oostenrijk
- Gouden medaille voor verdiensten voor de deelstaat Wenen in 1969
- Eremedaille van de Oostenrijkse omroep
- Oostenrijkse ere-onderscheiding voor wetenschap en kunst in 1970
- Goldener Rathausmann in 1970
- Beroepstitel Professor in 1975
- Kruis van Verdienste van de Orde van Verdienste van de Bondsrepubliek Duitsland, 1e klasse in 1977
- Kainz-Medaille voor de Peachum in Bert Brechts Dreigroschenoper in 1978
- Nestroy-Ring in 1984
- Oostenrijkse erekruis voor wetenschap en kunst, 1e klas in 1983
- Kameracteur in 1985
- Gouden eremedaille van de staat Stiermarken in 1985
- Gouden eremedaille van de deelstaat Salzburg in 1989
- Naamgeving van een straat in Groß-Enzersdorf naar Fritz Muliar in 1994
- Erelid van het Burgtheater in 1995
- Erelid van de Theaters an der Josefstadt in 1996
- Erering van de stad Groß-Enzersdorf
- Erering van de stad Wenen in 1999
- Cultuurprijs Europa in 2001
- Grote zilveren medaille voor diensten aan de Republiek Oostenrijk in 2002
- Grote gouden medaille voor verdiensten aan de deelstaat Neder-Oostenrijk in 2002
- Platina Romy voor zijn levenswerk in 2004
- Ferdinand-Raimund-Ring 2008
- Ere-juweeldrager van de vrijmetselaarsloge 'Zur Oberbergischen Treue, im Orient Gummersbach'

## Rollen
- Dorpsrechter Adam in Der zerbrochene Krug (Heinrich von Kleist)
- Peachum in Die Dreigroschenoper (Bertolt Brecht, Kurt Weill)
- Bankier Natter in Das weite Land (Arthur Schnitzler)
- 1964: Rechter in Der kaukasische Kreidekreis (Bertolt Brecht)
- 1968: Sancho Pansa in Der Mann von La Mancha (Mitch Leigh e.a., naar Don Quichot van Miguel de Cervantes)
- 1971: Kagler in de operette Wiener Blut (tv-verfilming)
- 1972: Schwejk in Die Abenteuer des braven Soldaten Schwejk (regie: Wolfgang Liebeneiner, naar De lotgevallen van de brave soldaat Švejk van Jaroslav Hašek)
- 1973-1977, 1983, 1988-1989: Dikke neef in Jedermann (Hugo von Hofmannsthal, Salzburger Festspiele)
- 1975: Samuel Leibowitz in Der Tag, an dem der Papst entführt wurde (João Bethencourt, Theater in der Josefstadt, regie: Fritz Muliar)
- 1980-1982: Emerich (Imre) Kelemen in Ringstraßenpalais (tv-serie van de ORF)
- 1992: Oude man in Sibirien (Felix Mitterer, regie: Franz Morak)
- 1992: Minirol in Muttertag – Die härtere Komödie (regie: Harald Sicheritz)
- 1994-1998: Max Koch in Commissaris Rex (tv-serie van de ORF)
- 1995: Hermann Löwy in Vermischte Gefühle (van Richard Baer, Theater in der Josefstadt, regie: Franz Morak)
- 1996-2001: Arme buurman in Jedermann (Hugo von Hofmannsthal, Salzburger Festspiele)
- 2004: Paus Albert IV. in Der Tag, an dem der Papst gekidnappt wurde (João Bethencourt, Theater in der Josefstadt, regie: Fritz Muliar)
- 2004: Das Alter in Der Bauer als Millionär (Ferdinand Raimund, Volkstheater Wenen)

## Publicaties

### Drukwerken
- Damit ich nicht vergesse, Ihnen zu erzählen. Jiddische Geschichterln und Lozelachs. Matari, Hamburg 1967. Nieuwe uitgave: Der Apfel, Wenen 2004, ISBN 978-3-85450-162-6.
- Streng indiskret! Geregistreerd door Eva Bakos. Met 13 tekeningen van Rudolf Angerer. Zsolnay, Wenen / Hamburg 1969.
- Jiddische Witze und Geschichten. Fontana, Hamburg 1973
- Das Beste aus meiner jüdischen Witze- und Anekdotensammlung, 2e editie. Heyne, München 1974, ISBN 3-453-00387-X.
- Wenn Sie mich fragen …. Geregistreerd door Trude Marzik. Zsolnay, Wenen 1972; Nieuwe uitgave Zsolnay, Wien 1990, ISBN 3-552-02430-1.
- Die Reise nach Tripstrill und zurück. Nachwort von György Sebestyén. Uitgeverij Mundus, Wenen 1978, ISBN 3-85190-102-9.
- Österreich, wohin man schaut. Athenäum, Königstein in de Taunus 1983.
- Liebesbriefe an Österreich. Ueberreuter, Wenen 1986, ISBN 3-8000-3232-5.
- Epiloog aan William Novak en Moshe Waldoks: Das große Buch des jüdischen Humors. Athenäum, Königstein in de Taunus 1982.
- An Herrn Bundespräsidenten Kurt Waldheim. In: Milo Dor (Hrsg.): Die Leiche im Keller. Dokumente des Widerstands gegen Dr. Kurt Waldheim. Picus, Wenen 1988, ISBN 3-85452-205-3, S. 133 ff.
- Von A bis Z. Unaussprechliches ausgesprochen. Zsolnay, Wenen 1989, ISBN 3-552-04140-0.
- Das ist mein Kaffee. Das Kaffeebuch für Genießer. Pichler, Wenen 1994, ISBN 3-85431-101-X.
- Strich drunter: Bevor es wieder zu spät ist, 3e editie. Kremayr & Scheriau, Wenen 1996, ISBN 3-218-00626-0.
- Das muss noch gesagt werden! Kremayr & Scheriau, Wenen 1999, ISBN 3-218-00665-1.
- War's wirklich so schlimm? Erinnerungen. Reeks Ein Bekenntnis (Band 4). Edition Va Bene, Wenen 1994, ISBN 3-85167-027-2.
- Ein Urlaub bei Freunden? Edition Va Bene, Wenen 2002, ISBN 3-85167-134-1.
- Melde gehorsamst, das ja! Meine Lebensabenteuer. Styria, Graz 2003, ISBN 3-222-13129-5.
- Denk ich an Österreich. Eine Bilanz. Autobiografie, geregistreerd door Helmuth A. Niederle, Residentie, St. Pölten, Salzburg 2009, ISBN 978-3-7017-3142-8.

### Geluidsdragers
- Der jüdische Witz. Gepresenteerd door Fritz Muliar, Preiser 1959.
- Kabarett aus Wien Nr. 31. Bonkes en Chalosches verteld door Fritz Muliar, Preiser 1960.
- Fritz Muliar erzählt jüdische Witze. Preiser o.J.
- Damit ich nicht vergess', Ihnen zu erzählen! Jüdische Witze. 2e aflevering. Preiser o.J.
- Fritz Muliar erzählt zum 3. × Jüdische Witze. o. J.
- Fritz Muliar erzählt Witze, natürlich jüdische. o. J.
- Neue jüdische Witze und Geschichten. Live-opname. Philips 1968.
- Jiddische Witze und Geschichten. Fontana 1973.
- … da lachen nicht nur die Jidden. Live-opname, Fontana o. J.
- Fritz Muliar liest Alfred Polgar – Egon Friedell – Alexander Roda Roda. Preiser CD PR90011, 1999.
- Die Briefe des Menachem Mendel. van Scholem Alejchem. Preiser CD PR90384, 1999.
- Sibirien. Von Felix Mitterer. luisterboek. Preiser CD PR90538, 2002.
- Fritz Muliar en Michael Dangl: Besuch bei Mr. Green. van Jeff Baron. Preiser CD PR90561, 2003.
- Fritz Muliar erzählt Geschichten von Roda Roda. Preiser CD PR90752, 2007.
- Vergessenes. Gelesen und gesungen von Ulrike Beimpold und Martin Muliar. Hrsg.: Markus Muliar. Mono Verlag, Wien, 2013- ISBN 978-3-902727-16-9.

## Filmografie
- 1950: Kind der Donau
- 1951: Der Teufel führt Regie
- 1951: Der fidele Bauer
- 1951: Gangsterpremiere
- 1952: Verlorene Melodie
- 1953: Einmal keine Sorgen haben
- 1953: Die Regimentstochter
- 1954: Der Komödiant von Wien
- 1955: Geheimnis einer Ärztin
- 1955: Der Kongreß tanzt
- 1956: Försterliesel
- 1956: Lumpazivagabundus
- 1956: Symphonie in Gold
- 1956: K. und k. Feldmarschall
- 1957: Ober, zahlen!
- 1957: Lachendes Wien
- 1957: Wien, du Stadt meiner Träume
- 1957: Der Wilderer vom Silberwald
- 1957: Dort in der Wachau
- 1958: Man müßte nochmal zwanzig sein
- 1958: Heiratskandidaten
- 1958: Einmal noch die Heimat seh’n
- 1958: Der veruntreute Himmel
- 1959: Das Nachtlokal zum Silbermond
- 1959: Der Fall Pinedus
- 1960: Kriminaltango
- 1960: Ich heirate Herrn Direktor
- 1960: Der brave Soldat Schwejk
- 1960: Mit Himbeergeist geht alles besser
- 1960: Ich heiße Robert Guiscard
- 1961: … und du mein Schatz bleibst hier
- 1961: Autofahrer unterwegs
- 1961: Die Abenteuer des Grafen Bobby
- 1961: Kauf Dir einen bunten Luftballon
- 1961: Nachsaison
- 1962: Das süße Leben des Grafen Bobby
- 1962: Vor Jungfrauen wird gewarnt
- 1962: Professor Bernhardi
- 1963: Der komödiantische Herr Sebek
- 1963: Biedermann und die Brandstifter
- 1964: Das hab ich von Papa gelernt
- 1964: Heirate mich, Chéri
- 1965: Das Protektionskind
- 1965: An der schönen blauen Donau
- 1965: 3. November 1918
- 1966: Ollapotrida
- 1966: Das Bohrloch oder Bayern ist nicht Texas
- 1968: Moos auf den Steinen
- 1969: Warum hab' ich bloß 2× ja gesagt?
- 1969: Liebe durch die Hintertür
- 1970: Hier bin ich, mein Vater
- 1970: Frau Wirtin treibt es jetzt noch toller
- 1970: Das Geld liegt auf der Bank
- 1970: Messerköpfe
- 1970: Die vertagte Nacht
- 1970: Der Feldherrnhügel
- 1971: Auf der grünen Wiese
- 1971: Wiener Blut
- 1971: Olympia – Olympia
- 1971: Mein Vater, der Affe und ich
- 1972: Die lustigen Vier von der Tankstelle
- 1972: Die Abenteuer des braven Soldaten Schwejk (serie)
- 1972: Spiel der Herzen
- 1973: Der fidele Bauer
- 1973: Diamantenparty
- 1973: Abenteuer eines Sommers
- 1974: Hallo – Hotel Sacher … Portier! (tv-serie)
- 1976: Karl der Gerechte (serie)
- 1977: Liebesgeschichten und Heiratssachen
- 1978: Das Love-Hotel in Tirol
- 1979: Wunder einer Nacht
- 1979: Moral
- 1981: Wie Böhmen noch bei Österreich war
- 1981: Ferry oder Wie es war
- 1982: An uns glaubt Gott nicht mehr
- 1983: Ringstraßenpalais (serie)
- 1983: Waldheimat (1.13)
- 1984: Der Mörder
- 1986: Flucht ohne Ende
- 1986: Kir Royal – Karriere (serie)
- 1987: Waldhaus (serie)
- 1988: Heiteres Bezirksgericht (serie)
- 1990: Die Kaffeehaus-Clique
- 1990: Roda Roda (serie)
- 1990: Wenn das die Nachbarn wüßten (serie)
- 1991: Sibirien
- 1991: wer lacht gewinnt (1.02) Stand-Up Comedy
- 1992: Muttertag – Die härtere Komödie
- 1995: Radetzkymarsch (Mehrteiler)
- 1997: Qualtingers Wien
- 1997: Ein Schutzengel auf Reisen
- 1994–1998: Kommissar Rex (serie)
- 1999: Besuch bei Mr. Green
- 2000: Jedermann
- 2003: Der Bauer als Millionär
- 2003: MA 2412 – Die Staatsdiener
- 2004: Trautmann – Schwergewicht (serie)
- 2007: Der Panther (Theater Wiener Kammerspiele)

- Bibsys: 90785810
- Bibliothèque nationale de France: cb16571554v (data)
- Gemeinsame Normdatei: 118585681
- International Standard Name Identifier: 0000 0001 1487 4938
- Library of Congress Control Number: n88113948
- MusicBrainz: b75f953b-cb0b-4976-ba0c-049c5fc7a66b
- Nationale Bibliotheek van Tsjechië: pna2013747400
- Nationale Bibliotheek van Israël: 987007298417905171
- Nationale Bibliotheek van Polen: a0000002941366
- Système universitaire de documentation: 250180200
- Virtual International Authority File: 205668941
- WorldCat: E39PBJmdvXm4qQ3XrgvGGYPxXd